# Lucile Foullon-Vachot
Pour les articles homonymes, voir Foullon et Vachot.
Lucile Foullon-Vachot, née le 28 janvier 1772 à Bonneval (Eure-et-Loir) et morte le 4 juin 1827 à Paris, est une peintre française.

## Biographie
Marie Lucille Eugénie Foullon est la fille d'Henry Charles Foullon, homme de loi, et de Marie Madeleine Poger.
Élève de Robert Lefèvre, elle expose au Salon entre 1793 et 1822.
En 1793, elle réside à Paris au no 430 de la rue du Renard-Saint-Merri (ou rue du Renard-Saint-Médéric selon la notice du Salon de 1793).
Elle propose pour sa première participation au Salon Le Portrait d’une jeune Personne à son chevalet accompagné de plusieurs autres portraits. La même année, elle épouse à Paris Pierre Joseph Martin Vachot, imprimeur. Le couple divorce en 1799.
En 1817, elle présente au roi Louis XVIII un portrait le représentant commandé par la ville de Lille destiné à être exposé dans la Salle des Séances de la mairie.
Elle meurt le 4 juin 1827 à l'âge de 55 ans.

## Œuvres exposées aux Salons parisiens
- Plusieurs Portraits, sous le même numéro, au Salon de 1793
- Le Portrait d’une jeune Personne à son chevalet, au Salon de 1793
- Portrait de l'auteur, au Salon de 1806
- Plusieurs portraits, sous le même numéro, au Salon de 1808
- Une jeune personne à sa toilette, au Salon de 1808
- Plusieurs portraits, sous le même numéro, au Salon de 1810
- Portrait du docteur G., au Salon de 1810
- Portrait d’une jeune personne assise, au Salon de 1810
- Plusieurs portraits, sous le même numéro, au Salon de 1812
- Portrait en pied d’un enfant, au Salon de 1812
- Portrait en pied de Mme * avec ses enfants, au Salon de 1814[8].
- Portrait de M. le colonel Soldam, attaché au service de Russie, au Salon de 1814
- Portrait de M. le comte de *, aide-de-camp du maréchal Oudinot, au Salon de 1814
- Portrait du grand écuyer de Valachie, résidant en France, comme chargé d'affaires de la sublime Porte, au Salon de 1814
- Plusieurs portraits, sous le même numéro, au Salon de 1814
- Mme	Portrait en buste de Sa Majesté, au Salon de 1817
- Mme	Portrait en pied de deux Enfants, au Salon de 1817
- Portrait en pied de M. Picard, membre de l’Institut, au Salon de 1817
- Portrait en pied de Sa Majesté, au Salon de 1817
- Portrait en pied de deux enfants, au Salon de 1819
- Plusieurs portraits, sous le même numéro, au Salon de 1822
- Portrait de femme en pied, au Salon de 1822
- Portrait du docteur S., au Salon de 1822